# Karaağaç, Çerkezköy
Karaağaç là một thị trấn thuộc huyện Çerkezköy, tỉnh Tekirdağ, Thổ Nhĩ Kỳ. Dân số thời điểm năm 2011 là 10.601 người.